# فوغن دوغينز
فوغن دوغينز (بالإنجليزية: Vaughn Duggins)‏ مواليد 10 يوليو 1987 في بيندلتون، هو لاعب كرة سلة أمريكي. بدأ مسيرته الاحترافية في سنة 2011. يلعب مع إي دبليو إي باسكتس أولدنبورغ. يحمل الرقم 44.

## المسيرة الاحترافية
لعب مع تايغرز توبينغن في الدوري الألماني من سنة 2011 إلى 2013، ثم لعب مع لو مان سارت باسكت في الدوري الفرنسي في موسم 2013–2014، ثم لعب مع نانسي باسكت في موسم 2014–2015، ثم لعب مع إي دبليو إي باسكتس أولدنبورغ في الدوري الألماني في سنة 2015.

## روابط خارجية
- فوغن دوغينز على موقع الدوري الأوروبي لكرة السلة (الإنجليزية)
- فوغن دوغينز على موقع كرة السلة الأوروبية.كوم (الإنجليزية)
- فوغن دوغينز على موقع كلية كرة السلة في سبورتس رفرنس.كوم (الإنجليزية)
- فوغن دوغينز على موقع ريلجم (الإنجليزية)
- فوغن دوغينز على موقع بروبوليرز (الإنجليزية)
- فوغن دوغينز على موقع سبورتس رفرنس (الإنجليزية)